# Trofa
Trofa – miejscowość w Portugalii, leżąca w dystrykcie Porto, w regionie Północ w podregionie Ave. Miejscowość jest siedzibą gminy o tej samej nazwie.
| Liczba ludności gminy Trofa (2001–2011) | Liczba ludności gminy Trofa (2001–2011) | Liczba ludności gminy Trofa (2001–2011) |
| --------------------------------------- | --------------------------------------- | --------------------------------------- |
| 2001                                    | 2004                                    | 2011                                    |
| 37 581                                  | 39 166                                  | 38 999                                  |

## Sołectwa
Sołectwa gminy Trofa (ludność wg stanu na 2011 r.)
- Alvarelhos – 3151 osób
- Covelas – 1536 osób
- Guidões – 1658 osób
- Muro – 1922 osoby
- São Mamede de Coronado – 4292 osoby
- São Martinho de Bougado – 15 190 osób
- São Romão do Coronado – 4827 osób
- Santiago de Bougado – 6422 osoby